# Emittente televisiva
Un'emittente televisiva, chiamata anche rete televisiva o stazione televisiva o canale televisivo, è una struttura tecnico-imprenditoriale che si occupa della telediffusione, istantanea (o con un breve ritardo) e contemporanea, in aree geografiche predisposte da un'apposita rete per telecomunicazioni, di servizi televisivi ovvero contenuti audiovideo fruibili in tempo reale da utenti in possesso di un televisore.
Ogni emittente televisiva ha un proprio nome, un proprio canale di frequenze che la identifica e un editore che ne cura i contenuti nonché limitati nel tempo, possono trasmettere in una area geografica di riferimento locale o nazionale, se in tale ultimo caso coprano il territorio di uno Stato.
Ogni emittente televisiva ha un proprio nome, un proprio canale di frequenze che la identifica e un editore che ne cura i contenuti nonché limitati nel tempo, possono trasmettere in una area geografica di riferimento locale o nazionale, se in tale ultimo caso coprano il territorio di uno Stato.

## Storia
La televisione inizia timidamente a diffondersi a partire dal 1928 negli Stati Uniti e a partire dal 1929 nel Regno Unito e in Germania. È una televisione elettromeccanica basata sul disco di Nipkow ancora a uno stadio embrionale con solo qualche decina di linee di risoluzione verticale dell'immagine televisiva e diffusa solo in alcune aree geografiche molto ristrette. Una televisione totalmente elettronica inizia a diffondersi a partire dal 1936 nel Regno Unito e in Germania, a partire dal 1938 in Francia, e a partire dal 1939 negli Stati Uniti, e ha intorno alle 400 linee di risoluzione verticale dell'immagine televisiva.
Due sono però le nazioni che fanno da modello per il resto del mondo, gli Stati Uniti, in particolare inizialmente per l'America settentrionale, e il Regno Unito, in particolare inizialmente per l'Europa. Negli Stati Uniti si afferma una televisione completamente libera affidata all'iniziativa privata, finanziata dalla pubblicità e volta al profitto economico quindi limitativi sia per il pubblico che guarda i palinsesti televisivi sia per le televisioni che le trasmettono in generale in tutte le TV del mondo. Nel Regno Unito invece si afferma una televisione monopolistica affidata allo Stato e gestita con finalità di servizio pubblico. Nel caso di televisione affidata allo Stato si parla di "televisione pubblica", mentre nel caso di televisione affidata all'iniziativa privata si parla di "televisione privata" o "televisione commerciale".
Con il passare dei decenni i modelli si affermano anche all'interno della stessa nazione, ma restano presenti gli aspetti positivi che li hanno contraddistinti in passato: il regime di libertà, e di conseguenza di concorrenza, e rivalità presente nella televisione privata produce un'offerta ricca e di qualità, mentre la televisione pubblica offre qualità in programmi televisivi spesso trascurati dalla televisione privata benché i film serie tv sono andati in onda anni prima e quindi, come i programmi televisivi, sono replicati o registrati settimane prima e riproposti giorni dopo perché sono di bassa audience e quindi di scarso profitto (noti in tutto il mondo sono ad esempio i documentari dell'inglese BBC per la qualità offerta). In generale la televisione pubblica è più attenta nel fornire programmi di utilità sociale e di maggiore levatura culturale (un esempio sono gli sceneggiati televisivi della RAI).
La televisione inizia timidamente a diffondersi a partire dal 1928 negli Stati Uniti e a partire dal 1929 nel Regno Unito e in Germania. È una televisione elettromeccanica basata sul disco di Nipkow ancora a uno stadio embrionale con solo qualche decina di linee di risoluzione verticale dell'immagine televisiva e diffusa solo in alcune aree geografiche molto ristrette. Una televisione totalmente elettronica inizia a diffondersi a partire dal 1936 nel Regno Unito e in Germania, a partire dal 1938 in Francia, e a partire dal 1939 negli Stati Uniti, e ha intorno alle 400 linee di risoluzione verticale dell'immagine televisiva.
Due sono però le nazioni che fanno da modello per il resto del mondo, gli Stati Uniti, in particolare inizialmente per l'America settentrionale, e il Regno Unito, in particolare inizialmente per l'Europa. Negli Stati Uniti si afferma una televisione completamente libera affidata all'iniziativa privata, finanziata dalla pubblicità e volta al profitto economico quindi limitativi sia per il pubblico che guarda i palinsesti televisivi sia per le televisioni che le trasmettono in generale in tutte le TV del mondo. Nel Regno Unito invece si afferma una televisione monopolistica affidata allo Stato e gestita con finalità di servizio pubblico. Nel caso di televisione affidata allo Stato si parla di "televisione pubblica", mentre nel caso di televisione affidata all'iniziativa privata si parla di "televisione privata" o "televisione commerciale".
Con il passare dei decenni i modelli si affermano anche all'interno della stessa nazione, ma restano presenti gli aspetti positivi che li hanno contraddistinti in passato: il regime di libertà, e di conseguenza di concorrenza, e rivalità presente nella televisione privata produce un'offerta ricca e di qualità, mentre la televisione pubblica offre qualità in programmi televisivi spesso trascurati dalla televisione privata benché i film serie tv sono andati in onda anni prima e quindi, come i programmi televisivi, sono replicati o registrati settimane prima e riproposti giorni dopo perché sono di bassa audience e quindi di scarso profitto (noti in tutto il mondo sono ad esempio i documentari dell'inglese BBC per la qualità offerta). In generale la televisione pubblica è più attenta nel fornire programmi di utilità sociale e di maggiore levatura culturale (un esempio sono gli sceneggiati televisivi della RAI).

## Infrastruttura
La rete di telecomunicazioni con cui l'emittente televisiva viene diffusa agli utenti può essere di proprietà dell'editore dell'emittente, ma anche di proprietà altrui. Se la rete di telecomunicazioni è di proprietà altrui l'editore paga per l'affitto della rete (fa eccezione il caso in cui l'emittente viene offerta all'interno di una piattaforma televisiva a pagamento, in questo caso è il provider della piattaforma televisiva che paga l'editore dell'emittente televisiva per poter offrire l'emittente all'interno della propria piattaforma).

## Contenuti
I contenuti visivi e sonori diffusi agli utenti possono essere una ripresa della realtà, una creazione artificiale (i cartoni animati, ad esempio), o anche una combinazione delle due. Possono essere pre-prodotti oppure ripresi e contemporaneamente trasmessi agli utenti, in quest'ultimo caso si parla di "diretta" o, usando un termine inglese, di "live". Sempre riguardo ai contenuti visivi e sonori, sono i più vari, ma essenzialmente finalizzati a informare o intrattenere: notizie, musica, sport, spettacoli, documentari, ecc.
La singola produzione visiva e sonora diffusa agli utenti è chiamata programma televisivo. L'insieme dei programmi televisivi di un'emittente televisiva è chiamato palinsesto. Un programma televisivo può essere prodotto dall'editore dell'emittente televisiva oppure da altre aziende. Se è prodotto da altre aziende l'editore può comprarne la proprietà nell'arco di tempo prestabilito e basta, oppure limitarsi all'acquisto dei diritti di diffusione.

## Tipologie di emittenti televisive
Un'emittente televisiva per la televisione terrestre viene chiamata emittente televisiva terrestre, per la televisione satellitare emittente televisiva satellitare, per la televisione via cavo emittente televisiva via cavo.
Una seconda distinzione che si può fare per le emittenti televisive riguarda l'ampiezza dell'area geografica servita. Se l'emittente televisiva raggiunge la maggior parte della nazione si parla di emittente televisiva nazionale, se invece raggiunge solo un'area circoscritta si parla di emittente televisiva locale. La distinzione tra emittente nazionale ed emittente locale riguarda però solo la televisione terrestre e la televisione via cavo in quanto la televisione satellitare serve di norma aree geografiche continentali che comprendono quindi più nazioni.
I contenuti diffusi dalle emittenti locali sono spesso di carattere locale (telegiornali con cronaca locale, eventi sportivi o religiosi di interesse locale, rubriche di analisi delle realtà economiche e culturali locali, ecc.), mentre quelli diffusi dalle emittenti nazionali di carattere nazionale. In Italia esistono centinaia di televisioni locali e una decina di televisioni nazionali.
Una terza distinzione che si può fare per le emittenti televisive riguarda invece i contenuti diffusi. Se i contenuti sono i più vari si parla di emittente televisiva generalista, se invece sono ristretti ad un particolare ambito si parla di emittente televisiva tematica.

### Emittente pubblica e privata
I contenuti visivi e sonori diffusi agli utenti possono essere una ripresa della realtà, una creazione artificiale (i cartoni animati, ad esempio), o anche una combinazione delle due. Possono essere pre-prodotti oppure ripresi e contemporaneamente trasmessi agli utenti, in quest'ultimo caso si parla di "diretta" o, usando un termine inglese, di "live". Sempre riguardo ai contenuti visivi e sonori, sono i più vari, ma essenzialmente finalizzati a informare o intrattenere: notizie, musica, sport, spettacoli, documentari, ecc.
La singola produzione visiva e sonora diffusa agli utenti è chiamata programma televisivo. L'insieme dei programmi televisivi di un'emittente televisiva è chiamato palinsesto. Un programma televisivo può essere prodotto dall'editore dell'emittente televisiva oppure da altre aziende. Se è prodotto da altre aziende l'editore può comprarne la proprietà nell'arco di tempo prestabilito e basta, oppure limitarsi all'acquisto dei diritti di diffusione.
Le prime emittenti erano in regime di monopolio pubblico, tuttavia a partire dal secondo dopoguerra con le liberalizzazioni si assiste anche al nascere la televisione pubblica, per il primo, il secondo e il terzo della Rai e svilupparsi delle emittenti televisive private come i canali 4, 5 e 6 di Mediaset. Tra le altre reti si ricorda: Telemontecarlo, Europa 7 e Supersix, ma anche i canali di Rai Cultura: Rai Storia, Rai Scuola e Rai 5.

### Emittente generalista e tematica
Con il termine "generalista" si usa designare una rete televisiva «che organizza i suoi palinsesti, i suoi contenuti e il suo linguaggio per rivolgersi a un pubblico il più possibile composito, senza distinzioni di sesso, di età, di livelli socio-culturali». La televisione tematica invece offre contenuti ristretti a un particolare ambito di interesse, ad esempio l'informazione, lo sport, i documentari, la musica, il cinema.
La televisione nasce generalista. In seguito, con il proliferare di emittenti televisive in concorrenza tra loro, nasce l'idea di restringere l'offerta di contenuti a un particolare ambito, come modo per assicurarsi un proprio bacino di utenti. Con l'arrivo poi della pay TV la televisione tematica si afferma definitivamente: i provider delle piattaforme televisive a pagamento cercano infatti di arricchire e diversificare il più possibile l'offerta di contenuti in modo da attrarre il maggior numero di utenti e ciò viene attuato offrendo ogni genere di televisioni tematiche in modo che sia possibile fruire dei contenuti preferiti in ogni momento della giornata. A partire dalla metà degli anni 2000 i canali televisivi tematici gratuiti sono aumentati, favoriti dall'entrata della televisione digitale via terrestre e quindi rendendo possibile una maggiore scelta anche agli spettatori che non devono necessariamente pagare un corrispettivo economico alle piattaforme di televisione a pagamento; queste però sono un numero inferiore se si fa riferimento alla quantità e alla scarsità di argomenti trattati per quanto riguarda la qualità.

### Pay TV
La pay TV è la televisione privata a pagamento.
La televisione privata nasce gratuita: l'editore dell'emittente televisiva si finanzia attraverso la pubblicità e l'utente televisivo fruisce dei vari programmi televisivi gratuitamente. La pay TV nasce per fornire programmi televisivi di pregio e possibilmente non interrotti dalla pubblicità, programmi per cui l'utente è disposto a pagare, come film e telefilm in prima visione televisiva o eventi sportivi di particolare importanza.
Per estensione una pay TV è anche un'emittente televisiva, o una piattaforma televisiva, a pagamento. Raramente oggi però sono offerte singole emittenti televisive a pagamento, la tendenza è quella di offrire una piattaforma televisiva, cioè un'offerta il più possibile ricca e variegata in modo da attrarre il più possibile l'acquirente.